# San Pedro Lagunillas
San Pedro Lagunillas è un comune del Messico, situato nello stato di Nayarit, il cui capoluogo è la località omonima.